# Alice Mazens
Alice Mazens (født 26. juli 1998 i Villiers-sur-Marne, Frankrig) er en kvindelig fransk håndboldspiller, der spiller for franske Paris 92 i LFH Division 1 Féminine og Frankrigs kvindehåndboldlandshold, som venstre fløj.
Hun blev udtaget til landstræner Olivier Krumbholz' bruttotrup ved EM i kvindehåndbold 2022 i Nordmakedonien/Slovenien/Montenegro, men var altså ikke med i den endelige EM-trup.
Mazens startede med at spille håndbold i Paris-forstaden Villiers-sur-Marne, hvor hun hurtigt blev opdaget for sine kvaliteter. Herefter skiftede hun til CREPS of Châtenay-Malabry i 2014, efter ni år i Villiers. Samtidig blev hun en del af ungdomsholdet i Paris 92. Efter en vellykket træning, underskrev hun sin første træningskontrakt i 2016.